# Gualdo
Gualdo es un municipio italiano situado en la provincia de Macerata, en la región de las Marcas. Tiene una población estimada, a fines de noviembre de 2023, de 722 habitantes.

## Evolución demográfica
| Gráfica de evolución demográfica de Gualdo entre 1861 y 2023 |
|                                                              |
| Fuente: ISTAT - Elaboración gráfica de Wikipedia             |